# Флаги Кировской области
Список флагов муниципальных образований Кировской области Российской Федерации.
На 1 января 2020 года в Кировской области насчитывалось 364 муниципальных образования — 6 городских округов, 39 муниципальных районов, 52 городских и 267 сельских поселений.

## Флаги городских округов
| Флаг | Наименование                                          | Дата утверждения | Номер в ГГР |
| ---- | ----------------------------------------------------- | ---------------- | ----------- |
|      | Флаг муниципального образования «Город Киров»         | 31 марта 2010    | 5902        |
|      | Флаг городского округа город Вятские Поляны           | 6 апреля 2007    | 3326        |
|      | Флаг муниципального образования «Город Кирово-Чепецк» | 30 июня 2005     |             |

| Флаг | Наименование                                                      | Дата утверждения | Номер в ГГР |
| ---- | ----------------------------------------------------------------- | ---------------- | ----------- |
|      | Флаг муниципального образования городской округ город Котельнич   | 24 февраля 2010  | 5903        |
|      | Флаг муниципального образования городской округ ЗАТО Первомайский | 16 сентября 2008 | 4325        |
|      | Флаг муниципального образования «город Слободской»                | 1 марта 2006     | 2379        |

## Флаги муниципальных округов
| Флаг | Наименование                              | Дата утверждения | Номер в ГГР |
| ---- | ----------------------------------------- | ---------------- | ----------- |
|      | Флаг Арбажского муниципального округа     | 28 июня 2012     | 7861        |
|      | Флаг Богородского муниципального округа   | нет данных       |             |
|      | Флаг Верхнекамского муниципального округа | 16 ноября 2011   | 7319        |
|      | Флаг Кикнурского муниципального округа    | 15 мая 2014      | 9307        |
|      | Флаг Лебяжского муниципального округа     | 14 августа 2015  | 10573       |
|      | Флаг Лузского муниципального округа       | 3 июля 2019      | 12607       |
|      | Флаг Мурашинского муниципального округа   | 26 июня 2013     | 8557        |

| Флаг | Наименование                           | Дата утверждения | Номер в ГГР |
| ---- | -------------------------------------- | ---------------- | ----------- |
|      | Флаг Немского муниципального округа    | 23 декабря 2008  | 4626        |
|      | Флаг Опаринского муниципального округа | 25 сентября 2018 | 12057       |
|      | Флаг Пижанского муниципального округа  | 27 февраля 2013  | 8370        |
|      | Флаг Санчурского муниципального округа | 18 декабря 2018  | 12098       |
|      | Флаг Свечинского муниципального округа | 14 июня 2013     | 8543        |
|      | Флаг Унинского муниципального округа   | 28 апреля 2014   | 9314        |
|      | Флаг Фалёнского муниципального округа  | 23 декабря 2014  | 10008       |

## Флаги муниципальных районов
| Флаг       | Наименование                                    | Дата утверждения | Номер в ГГР |
| ---------- | ----------------------------------------------- | ---------------- | ----------- |
|            | Флаг Афанасьевского муниципального района       | 25 марта 2015    | 10266       |
|            | Флаг Белохолуницкого муниципального района      | 12 декабря 2007  | 4284        |
| нет данных | Флаг Верхошижемского муниципального района      |                  |             |
|            | Флаг Вятскополянского муниципального района     | 31 августа 2011  | 6948        |
|            | Флаг Даровского муниципального района           | 24 июня 2009     | 5611        |
|            | Флаг Зуевского муниципального района            | 31 мая 2011      | 6944        |
|            | Флаг Кильмезского муниципального района         | 7 сентября 2012  | 8057        |
|            | Флаг Кирово-Чепецкого муниципального района     | 15 апреля 2009   | 5039        |
|            | Флаг Котельничского муниципального района       | 30 июля 2010     | 6380        |
|            | Флаг муниципального образования Кумёнский район | 16 декабря 2014  | 10078       |
|            | Флаг Малмыжского муниципального района          | 6 февраля 2012   | 7478        |
|            | Флаг муниципального образования Нагорский район | 19 декабря 2014  | 10010       |
|            | Флаг Нолинского муниципального района           | 18 мая 2011      | 6946        |

| Флаг       | Наименование                              | Дата утверждения | Номер в ГГР |
| ---------- | ----------------------------------------- | ---------------- | ----------- |
|            | Флаг Омутнинского муниципального района   | 26 ноября 2008   | 4624        |
|            | Флаг Оричевского муниципального района    | 11 июня 2014     | 9309        |
| нет данных | Флаг Орловского муниципального района     |                  |             |
|            | Флаг Подосиновского муниципального района | 30 мая 2014      | 9310        |
|            | Флаг Слободского муниципального района    | 24 апреля 2009   | 5041        |
|            | Флаг Советского муниципального района     | 16 июня 2004     | 1518        |
|            | Флаг Сунского муниципального района       | 10 апреля 2015   | 10268       |
|            | Флаг Тужинского муниципального района     | 3 июня 2009      | 5035        |
|            | Флаг Уржумского муниципального района     | 7 декабря 2009   | 6022        |
|            | Флаг Шабалинского муниципального района   | 29 апреля 2014   | 9318        |
|            | Флаг Юрьянского муниципального района     | 17 апреля 2013   | 8387        |
|            | Флаг Яранского муниципального района      | 10 сентября 2010 | 6382        |

## Флаги городских поселений
| Флаг | Наименование                                                          | Дата утверждения | Номер в ГГР |
| ---- | --------------------------------------------------------------------- | ---------------- | ----------- |
|      | Флаг городского поселения город Белая Холуница Белохолуницкого района | 17 декабря 2007  | 4286        |
|      | Флаг Верхошижемского городского поселения Верхошижемского района      | 25 декабря 2009  | 5817        |
|      | Флаг Восточного городского поселения Омутнинского района              | 27 октября 2011  | 7464        |
|      | Флаг Зуевского городского поселения Зуевского района                  | 18 сентября 2008 | 4323        |
|      | Флаг Лальского городского поселения Лузского района                   | 10 октября 2018  | 12100       |
|      | Флаг Лебяжского городского поселения Лебяжского района                | 10 июня 2008     | 4265        |

| Флаг | Наименование                                             | Дата утверждения | Номер в ГГР |
| ---- | -------------------------------------------------------- | ---------------- | ----------- |
|      | Флаг Малмыжского городского поселения Малмыжского района | 3 июля 2012      | 7863        |
|      | Флаг Нолинского городского поселения Нолинского района   | 13 ноября 2018   | 12102       |
|      | Флаг Советского городского поселения Советского района   | 31 января 2001   | 724         |
|      | Флаг Фалёнского городского поселения Фалёнского района   | 17 февраля 2014  | 9316        |
|      | Флаг Яранского городского поселения Яранского района     | 29 апреля 2009   | 5037        |

## Флаги сельских поселений
| Флаг | Наименование                                             | Дата утверждения | Номер в ГГР |
| ---- | -------------------------------------------------------- | ---------------- | ----------- |
|      | Флаг Зимнякского сельского поселения Кильмезского района | 5 февраля 2016   | 10731       |
|      | Флаг Кайского сельского поселения Верхнекамского района  | 14 августа 2014  | 9886        |

| Флаг | Наименование                                                  | Дата утверждения | Номер в ГГР |
| ---- | ------------------------------------------------------------- | ---------------- | ----------- |
|      | Флаг Чернохолуницкого сельского поселения Омутнинского района | 24 марта 2016    | 10919       |

## Флаги упразднённых муниципальных образований
| Флаг | Наименование                           | Дата утверждения | Номер в ГГР | Примечания |
|      | Флаг Санчурского муниципального района | 18 июня 2014     | 9312        | Законом Кировской области от 18 декабря 2018 года № 214-ОЗ, 1 января 2019 года Санчурское городское поселение было преобразовано в Санчурский городской округ. Законом Кировской области от 3 марта 2019 года № 246−ЗО, 13 апреля 2019 года все оставшиеся муниципальные образования Санчурского муниципального района были объединены с Санчурским городским округом |

## Упразднённые флаги
| Флаг | Наименование                                                    | Дата утверждения | Дата отмены     |
| ---- | --------------------------------------------------------------- | ---------------- | --------------- |
|      | Флаг муниципального образования городской округ город Котельнич | 23 октября 1997  | 24 февраля 2010 |
|      | Флаг Кирово-Чепецкого муниципального района                     | 24 декабря 2008  | 15 апреля 2009  |
|      | Флаг Лебяжского муниципального района                           | 25 марта 2005    | 14 августа 2015 |

| Флаг | Наименование                                                     | Дата утверждения | Дата отмены     |
| ---- | ---------------------------------------------------------------- | ---------------- | --------------- |
|      | Флаг Верхошижемского городского поселения Верхошижемского района | 24 апреля 2009   | 25 декабря 2009 |
|      | Флаг Восточного городского поселения Омутнинского района         | 28 июля 2011     | 27 октября 2011 |